# Tynanthus
Tynanthus é um género botânico pertencente à família Bignoniaceae.

## Espécies
Apresenta 39 espécies:
- Tynanthus angosturanus
- Tynanthus caryophylleus
- Tynnanthus caryophylleus
- Tynanthus cognatus
- Tynanthus confertiflorus
- Tynanthus croatianus
- Tynnanthus croatianus
- Tynanthus elegans
- Tynanthus fasciculatus
- Tynanthus gibbus
- Tynanthus gondotiana
- Tynanthus guatemalensis
- Tynanthus hyacinthinus
- Tynanthus igneus
- Tynanthus labiatus
- Tynanthus laxiflorus
- Tynanthus lindmanii
- Tynanthus lindmanni
- Tynanthus macranthus
- Tynnanthus macranthus
- Tynanthus micranthus
- Tynnanthus micranthus
- Tynanthus myrianthus
- Tynanthus panurensis
- Tynnanthus panurensis
- Tynanthus petiolatus
- Tynanthus polyanthus
- Tynnanthus polyanthus
- Tynanthus pubescens
- Tynnanthus pubescens
- Tynanthus sastrei
- Tynnanthus sastrei
- Tynanthus schumannianus
- Tynnanthus schumannianus
- Tynanthus strictus
- Tynanthus villosus
- Tynnanthus villosus
- Tynanthus weberbaueri
- Tynnanthus weberbaueri